# فرفره بی‌قراری

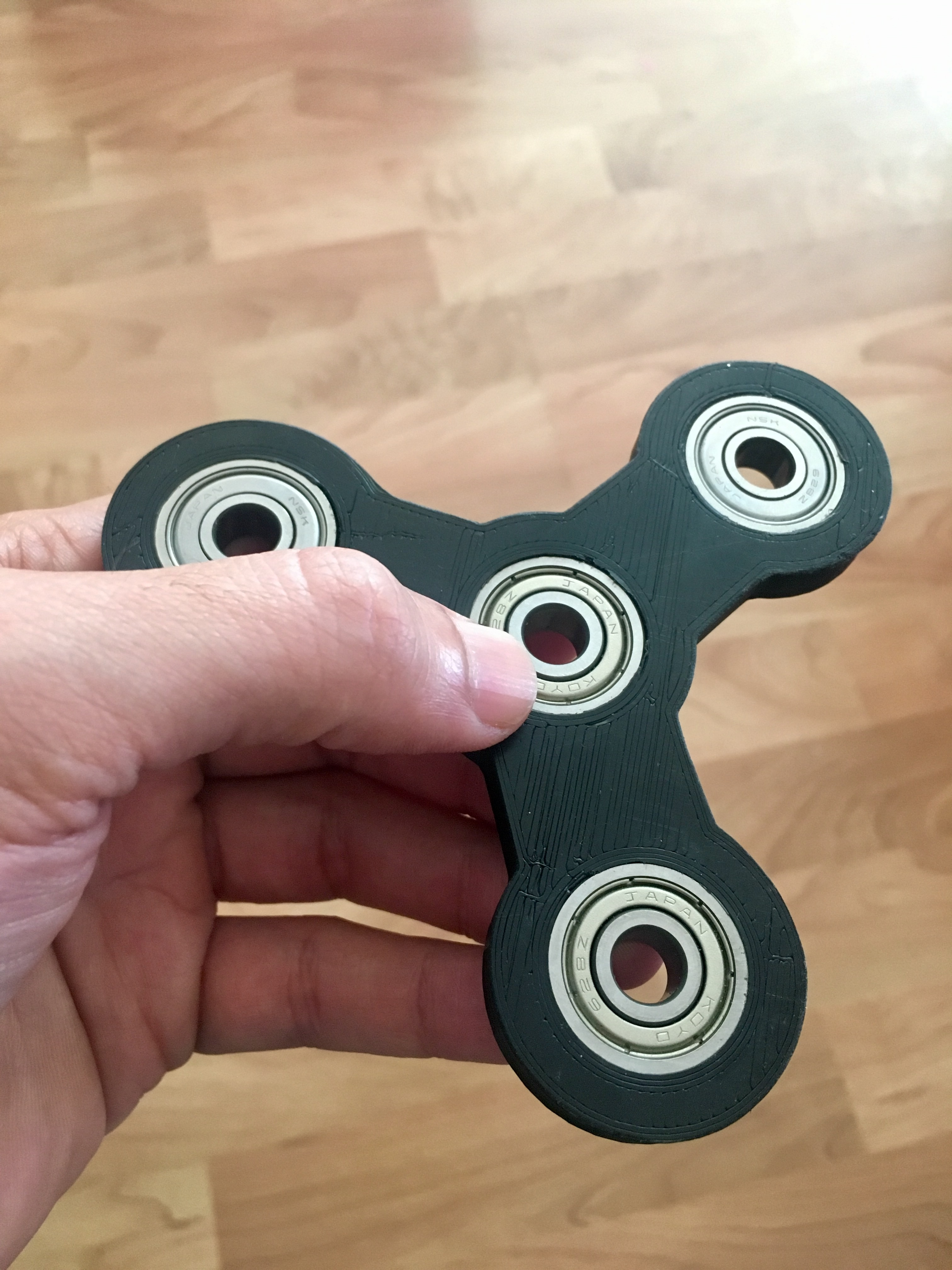
نمونه یک فرفره متشکل از قاب پلاستیکی ساخته شده با چاپگر سه بعدی و ۴ عدد بلبرینگ

فیجت اسپینر (به انگلیسی: fidget spinner) یک نوع اسباب‌بازی برای تسکین استرس و افزایش تمرکز است. فرفره بی‌قراری متشکل از یک یاتاقان یا بلبرینگ در مرکز طراحی از انواع مواد از جمله برنج، فولاد، تیتانیم، مس و پلاستیک ساخته شده است.
این اسباب بازی به افرادی که دارای 
مشکل تمرکز یا روانی هستند به عنوان یک مکانیزم انتشار برای انسان‌های عصبی یا استرسی ممکن است کمک کند.
این وسیله در سال ۱۹۹۷ توسط کاترین ا. هتینگر (به انگلیسی: Catherine A. Hettinger) در آمریکا ثبت اختراع شده است و بسیاری از تولیدکنندگان شروع به ساخت انواع مختلف این فرفره کرده‌اند. این وسیله در بسیاری از کشورها هم‌اکنون در دست بسیاری از افراد می‌باشد و برخی از آن‌ها بسیار لوکس و گران و برخی دیگر ساده و ارزان هستند.
استفاده‌کننده، وسط اسپینر را گرفته و شاخه‌های آن را به چرخش درمی‌آورد. بلبرینگ این وسیله از سرامیک یا فلز یا یک ماده ترکیبی ساخته می‌شود. همچنین، طراحی بلبرینگ در مدت زمان چرخش، لرزش و صدا نیز تأثیر دارد.